# Phormingochilus tigrinus
Phormingochilus tigrinus là một loài nhện trong họ Theraphosidae. Chúng được Mary Agard Pocock miêu tả năm 1895.